# Comté de Cuming
Le comté de Cuming est un comté de l'État du Nebraska, aux États-Unis. Son siège est la ville de West Point.